# Liriomyza wahlenbergiae
Liriomyza wahlenbergiae är en tvåvingeart som beskrevs av Spencer 1976. Liriomyza wahlenbergiae ingår i släktet Liriomyza och familjen minerarflugor. Inga underarter finns listade i Catalogue of Life.